# Пено
Пе́но (рос. Пено) — селище міського типу (з 1930) в Тверській області Росії.
Адміністративний центр Пенівського муніципального округу, до 2020 року Пенівського району, у складі якого утворював муніципальне утворення селище Пено зі статусом міського поселення як єдиний населений пункт у його складі.

## Географія
Селище розташоване на річці Волга, її притоці річці Жукопа та озері Пено, за 242 км на захід від обласного центру. Залізнична станція на лінії Бологе — Полоцьк.

## Історія
Виникло в 1906 році як пристанційне селище, що виросло поруч однойменного села. У 1911 році по сусідству із селищем Пено підприємець Сава Морозов заснував деревопереробне підприємство зі своїм селищем; пізніше обидва селища злилися, поглинувши також сусідні села Ізвєдово, Зуєво, Швецово, Бубново і Тіниці. 1 червня 1929 року селище Пено стало центром новоствореного Пенівського району.
Статус селища міського типу (робітниче селище) — з 1930 року.
У роки Великої Вітчизняної війни німецькі війська на кілька місяців зайняли селище. В околицях селища діяли партизанські загони. 23 листопада 1941 року в селищі біля залізничної водокачки (розташовувалася поруч вокзалу) німці після тортур розстріляли одного з організаторів партизанського руху, комсомолку Лізу Чайкіну, якій в 1942 році було посмертно присвоєно звання Героя Радянського Союзу.

## Економіка
Промисловість
Деревообробний комбінат (наступник підприємства, заснованого Савою Морозовим), ліспромгосп, підприємства з переробки сільськогосподарської продукції тощо. У теперішній час більшість з них або не функціонують, або функціонують в неповному обсязі. Є кілька приватних лісопилень.
Зв'язок
Послуги фіксованого зв'язку надають: Тверська філія «Ростелеком», «Євразія Телеком Ру».
Послуги мобільного телефонного зв'язку надають стільникові оператори: МТС, Білайн, МегаФон і Tele2.

## Визначні пам'ятки
У селищі знаходиться могила Лізи Чайкіної, а також її музей. Є меморіал військової слави.
У 2002 році в Пено був побудований дерев'яний храм Преподобного Сергія Радонезького.